# Liljeborgia serratoides
Liljeborgia serratoides is een vlokreeftensoort uit de familie van de Liljeborgiidae. De wetenschappelijke naam van de soort is voor het eerst geldig gepubliceerd in 1968 door Nina Liverjevna Tzvetkova.